# Jake Keough
Pour les articles homonymes, voir Keough.
Jake Keough, né le 18 juin 1987 à Sandwich dans le Massachusetts, est un coureur cycliste américain. Son frère cadet Luke est également cycliste professionnel.

## Palmarès
- 2008
  - 8e étape de l'International Cycling Classic
  - 2e de l'Univest Grand Prix
  - 3e de la Harlem Skyscraper Classic
- 2009
  - 1re, 3e et 4e étapes du Tour d'Uruguay
  - 2e étape du Tour of America's Dairyland
  - 2e du Tour de Somerville
  - 3e du Wilmington Grand Prix
  - 3e du championnat des États-Unis du critérium
- 2010
  - US Air Force Cycling Classic
  - 4e étape de la Green Mountain Stage Race
- 2011
  - Historic Roswell Criterium
  - Wilmington Grand Prix :
    - Classement général
    - 2e étape

  - Crystal City Classic
  - 2e étape du Nature Valley Grand Prix
  - 3e du Manhattan Beach Grand Prix
  - 3e du championnat des États-Unis du critérium
- 2012
  - Crystal City Cup
  - Harlem Skyscraper Classic
  - 4e étape du Tour de l'Utah
- 2013
  - Tour of America's Dairyland :
    - Classement général
    - 1re, 2e, 3e et 4e étapes

  - 13e étape du Tour du lac Qinghai
  - 10e étape du Tour du Portugal

## Classements mondiaux
| Année            | 2008 | 2009   | 2010 | 2011   | 2012 | 2013 | 2014 |
| ---------------- | ---- | ------ | ---- | ------ | ---- | ---- | ---- |
| UCI America Tour | 327e | 104e   |      | 144e   | 111e | 327e | 357e |
| UCI Europe Tour  |      | 1 119e |      | 1 222e |      | 510e |      |
| UCI Asia Tour    |      |        |      | 121e   | 18e  | 38e  |      |